# Alpenrachen
Der Alpenrachen (Tozzia alpina) ist die einzige Art der Pflanzengattung Tozzia innerhalb der Familie  der Sommerwurzgewächse (Orobanchaceae). Mit einem holoparasitischen Jugend- und einem hemiparasitischen Blühstadium verbindet diese Art Halb- und Vollschmarotzer.

## Beschreibung

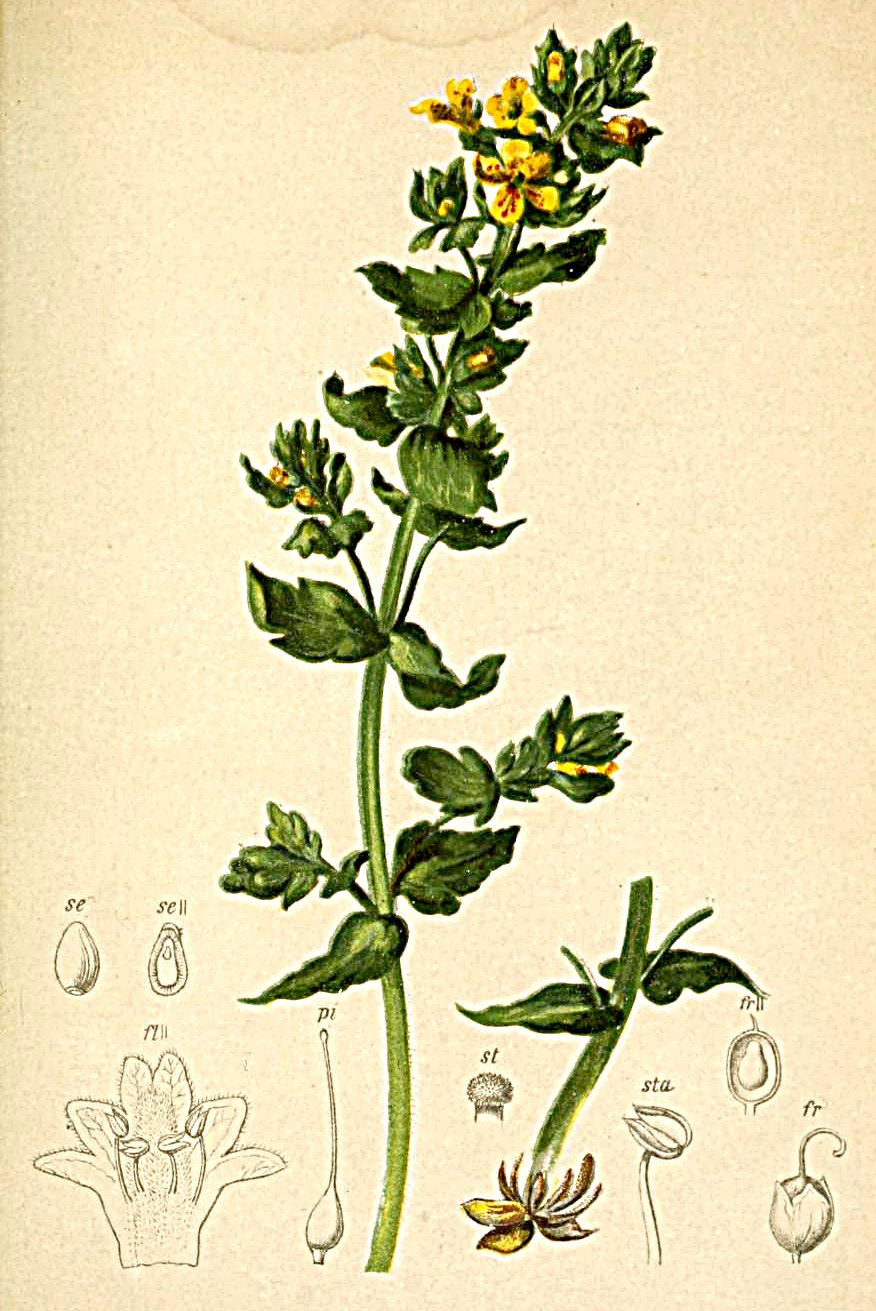
Illustration aus Atlas der Alpenflora

### Vegetative Merkmale
Der Alpenrachen ist eine sommergrüne, ausdauernde krautige Pflanze und erreicht Wuchshöhen von 10 bis 50 Zentimetern. Der vierkantige Stängel ist im unteren Teil kahl, im mittleren und oberen Teil an den Kanten behaart oder ist in jedem Internodium mit zwei herablaufenden, einander gegenüberliegenden, kurzhaarigen Haarleisten versehen, die am Knoten zwischen den Basen der Laubblätter entspringen.
Die gegenständig am Stängel angeordneten Laubblätter sind sitzend. Die einfache, saftig-fleischige, hellgrüne und glänzende Blattspreite ist bei einer Länge von 1 bis 3,5 Zentimetern breit-eiförmig mit abgerundeter oder schwach herzförmiger Spreitenbasis und spitzem oberem Ende. Der Blattrand beiderseits mit ein bis drei groben Sägezähnen versehen.

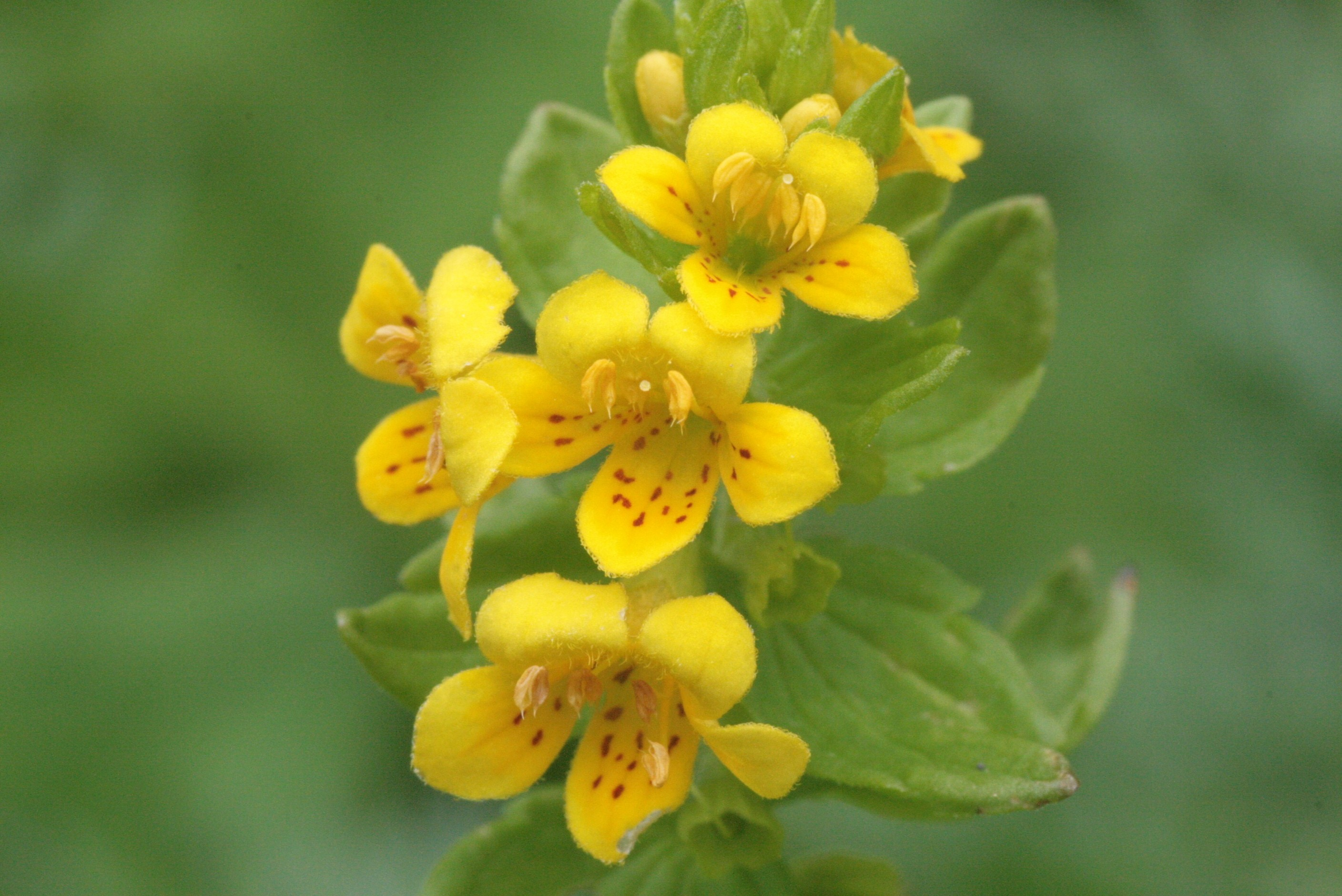
Zygomorphe Blüten

### Generative Merkmale
Die Blütezeit reicht von Juni bis August. Die Blüten sitzen in kurzen traubigen Blütenständen einzeln in den Blattachseln der Tragblätter. Die Tragblätter haben einen 3 bis 10 Millimeter langen, dünnen, einseitig behaarten Stiel.
Die zwittrigen Blüten sind zygomorph mit doppelter Blütenhülle. Der Blütenkelch ist andeutungsweise zweilippig, 1,5 bis 3 Millimeter lang und kürzer als die Kronröhre. Die gelbe mit rotbraunen Punkten versehene Blütenkrone ist 4 bis 10 Millimeter lang und zweilippig. Die Unterlippe ist dreilappig und die Oberlippe zweilappig. Die Kronröhre ist schmal trichterförmig und nur außen auf der Oberseite und innen im Schlundbereich rauhaarig und sonst kahl. Die Kronröhre streckt sich im Verlauf der Anthese. Die Kronzipfel sind breit-zungenförmig und am Rand kraus bewimpert. Die Staubblätter treten etwas aus der Blütenkrone hervor; sie sind ihr im Schlund eingefügt. Die Staubfäden und Staubbeutel sind gelblich und kahl. Der Fruchtknoten ist kahl. Die Narbe ist sehr klein.
Die Frucht ist bei einem Durchmesser von 2 bis 2,5 Millimetern kugelig. Die Samen sind fast kugelig, glatt und weiß mit rundem schwarzem Fleck.
Die Chromosomenzahl beträgt 2n = 20.

## Ökologie
Beim Alpenrachen handelt es sich um einen Geophyten. Er ist ein Mullbodenkriecher und eine Halbschattenpflanze.
Im ersten Jahr seines Wachstums ernährt sich der Alpenrachen als Vollschmarotzer von großblättrigen krautigen Pflanzen, etwa Alpen-Ampfer, Alpendost oder Pestwurz. Ab dem zweiten Jahr ist der Alpenrachen ein Halbschmarotzer, der über eine eigene Assimilation verfügt, jedoch noch Nährstoffe von der Wirtspflanze bezieht.
Blütenökologisch handelt es sich um Eigentliche Lippenblumen und Fliegenblumen. Die Fremdbestäubung erfolgt meist durch Schwebfliegen, aber immer Zweiflügler (Diptera). Erfolgt keine Fremdbestäubung, führt auch Selbstbestäubung zur Samenbildung.
Diasporen sind die Samen.

## Standortbedingungen und Pflanzensoziologie
Der Alpenrachen wächst in Hochstaudenfluren, Pestwurz-Gesellschaften und Grünerlengebüschen. Er ist in Mitteleuropa eine Charakterart der Ordnung Adenostyletalia und kommt besonders im Cicerbitetum vor.
Er gedeiht in Höhenlagen von 800 bis 2600 Metern. In den Allgäuer Alpen steigt er am Linkerskopf in Bayern bis in eine Höhenlage von 2200 Metern auf. Er gedeiht auf kalk- und nährstoffreichen, sickerfrischen bis -feuchten Lehm- und Tonböden. Der Alpenrachen bevorzugt nördliche Ausrichtungen (NW- bis NO-Exposition), während Südlagen weitgehend gemieden werden.
Die ökologischen Zeigerwerte nach Landolt & al. 2010 sind in der Schweiz: Feuchtezahl F = 4w+ (sehr feucht aber stark wechselnd), Lichtzahl L = 2 (schattig), Reaktionszahl R = 4 (neutral bis basisch), Temperaturzahl T = 2+ (unter-subalpin und ober-montan), Nährstoffzahl N = 4 (nährstoffreich), Kontinentalitätszahl K = 2 (subozeanisch).

## Systematik und Verbreitung
Die gültige Erstveröffentlichung von Tozzia alpina erfolgte 1753 durch Carl von Linné. Der Gattungsname Tozzia wurde 1729 von Pier Antonio Micheli zu Ehren von Bruno Tozzi (1656–1743) gegeben, einem Mönch und späteren Abt des Klosters Vallombrosa bei Reggello in der Toskana, der 1703 ein Tafelwerk über toskanische Pflanzenarten veröffentlicht hatte.
Das Verbreitungsgebiet von Tozzia alpina erstreckt sich von den Pyrenäen über die Alpen bis zum Balkan und den Karpaten.
Man kann zwei Unterarten unterscheiden:
- Tozzia alpina L. subsp. alpina: Sie kommt in Spanien, Frankreich, in der Schweiz, Deutschland, Österreich, Italien und im früheren Jugoslawien vor.[9] Diese Unterart hat eine goldgelbe Blütenkrone, die 6–10 Millimeter lang ist.[10]
- Tozzia alpina subsp. carpathica (Wolł.) Pawlł. (Syn.: Tozzia carpathica Wolł.): Sie kommt in Polen, Tschechien, in der Slowakei, Rumänien, in der Ukraine und in Bulgarien vor.[9] Bei dieser Unterart ist die Blütenkrone blassgelb und nur 4–7 Millimeter lang.[10]